# エズバート (ノーサンブリア王)
エズバート (英語: Eadberht 768年8月19/20日没) は、ノーサンブリア王 (在位: 737/738年 - 758年)。ヨーク大司教エグバートの兄弟。彼の時代のノーサンブリア王国は前世紀のような拡張志向を復活させ、経済的にもおそらく繁栄期を迎えた。一方でエズバートは国内の他の諸王家との対立を抱え、彼の治世中に少なくとも2人のライバル（潜在的なものであった可能性もある）が殺害されている。758年に息子のオズウルフに王位を譲り、ヨークで修道僧となった。

## 出自
Eataの子エズバートは、バーニシア王イダおよびその息子オガ（『アングロサクソン年代記』およびアングリアン・コレクションに記載。『ブリトン人の歴史』ではエズリック）の子孫である。系譜学上、エズバートの父EataのコグノーメンはGlin Mawrである。

## 即位
エズバートは、従兄弟のチェオルウルフが退位しリンディスファーン島の修道院に隠棲したのに代わってノーサンブリア王位に就いた。チェオルウルフの退位はこれが2度目であったが、1度目が力ずくで追い落とされたのに対し、今回はエズバートへの継承を意図した自発的なものであった可能性がある。

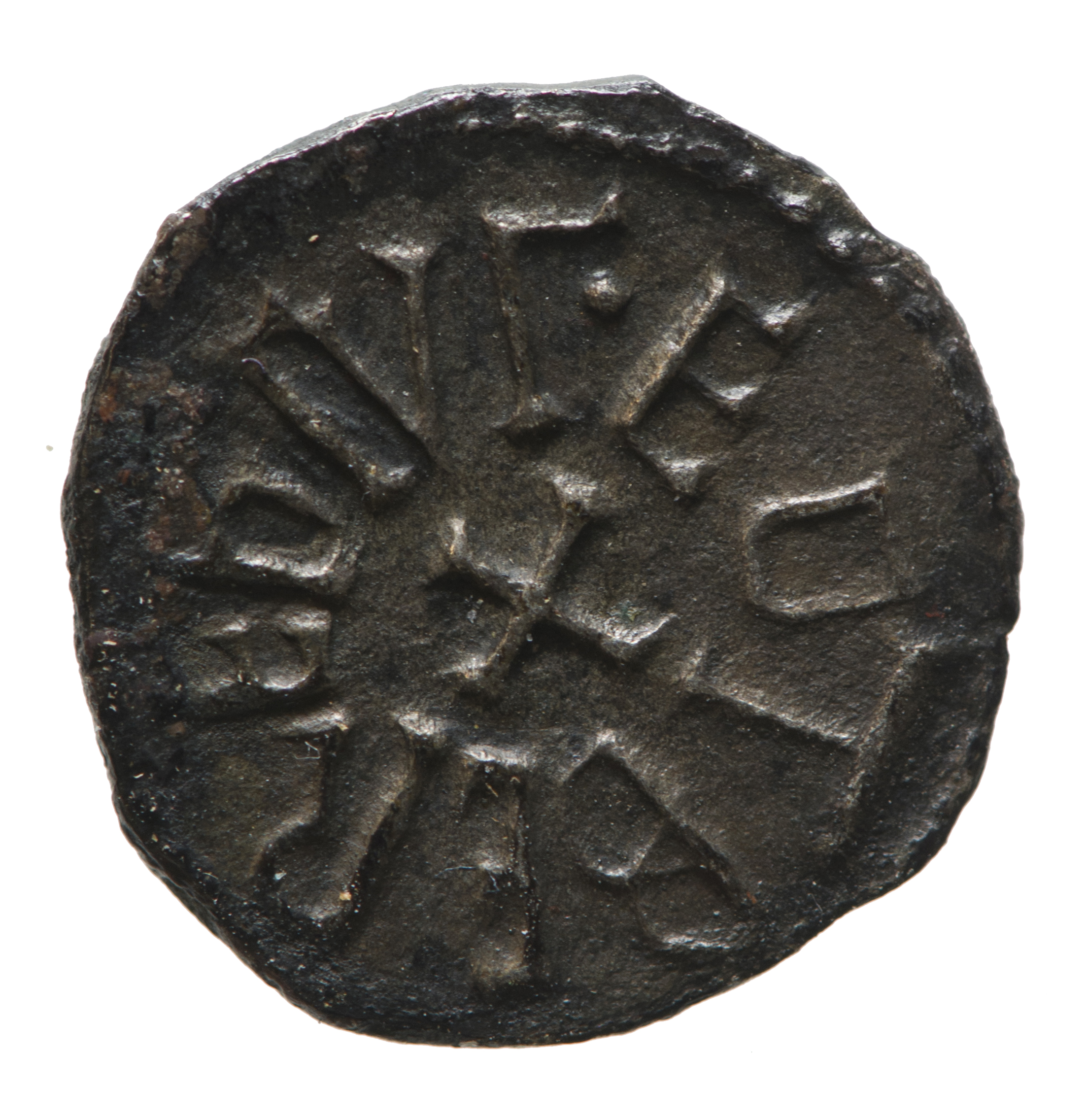
エズバートのシャット銀貨

## 治世
その治世を通じて、エズバートはライバルの家系との抗争に絶えず直面した。740年には、エルズウィン（おそらくノーサンブリア王エズウルフ1世の子で、後のノーサンブリア王エルズウルフの祖父）が殺害されている。750年にはオファ （ノーサンブリア王アルズフリスの子）が包囲戦の末にリンディスファーン島の聖地から連行されて処刑され、おそらく彼を支援していた司教キネウルフも廃位されてヨークで投獄された。ノーサンブリアにおける教会組織が、政治抗争や一族間の闘争に重要な役割を果たしていたのは明らかである。リポンの教会はエルズウィンを、リンディスファーンの教会はオファやチェオルウルフを支援したのに対し、ヘクサムの教会はエズバート王や貴族層を支持していた。その中で、エズバートは兄弟でノーサンブリア最高位の聖職者でもあるヨーク大司教からの支援も受けていた。
エズバートの時代、ノーサンブリアの貨幣は大きく改革された。中にはエズバートやエグバート大司教の名が刻まれたものもある。カービーは「これはエズバートが王国に新たな繁栄をもたらす兆候であった」と述べている。ローマ教皇パウルス1世はエズバートとエグバートに書簡を送り、Fothred修道院長から奪われその兄弟モールに与えられた土地をもとに返すよう命じた。このモールとは後のノーサンブリア王アシルワルド・モールと同一人物である可能性がある。そうであれば、エズバートは治世の初期に教会に与えた土地を、後になって取り戻そうと試みていた可能性がある。

## 対外関係
カービーによれば、「7世紀の北方の帝国主義的野心の復活が、エズバートの宮廷におけるノーサンブリア人の間に明らかに起きていた」。
エズバートの領土再拡張に向けた動きが最初に見られたのは740年、エルズウィンが死んだその年である。この時ピクト人とノーサンブリア人が戦争し、その間にエズバートの留守をついて、マーシア王エゼルバルドがノーサンブリア領を荒らした。この戦争のきっかけは定かではないが、ウルフはエルズウィン殺害と関連しているのではないかと推測している。エルズウィンの父はかつて705年から706年の内戦で北方に亡命していたことがあり、その縁故でピクト王オエンガス1世かエゼルバルド、もしくはその両方が、エルズウィンをノーサンブリア王位につけようと画策していたというのである。
750年、エズバートはカイルの平野を征服した。756年にはオエンガス1世と組んで、アルト・カルトのブリトン人を攻めた。
主の顕現から756年、エズバート王の治世の18年目、ピクト人の王ウヌストが軍を率いてダンバートン（アルト・カルト）に至った。またそれゆえ、ブリトン人は8月の最初の日に要求を受け入れた。しかし同月の10日目の日に、彼がOuaniaからNiwanbirigへ率いていた軍勢はすべて滅び去った。
アルト・カルト王ドゥムナグゥアル3世はピクト・ノーサンブリア連合軍に降伏し、両国に臣従礼を取った。以後アルト・カルト（ストラスクライド）王国は、870年ごろにヴァイキングの侵攻を受けるまでピクト王国もしくはピクト王国とノーサンブリア王国の支配下に置かれることになる。しかしこの遠征が、最終的にはノーサンブリア・ピクト連合軍の敗北に終わっていることもわかる。Ouaniaがガヴァンを指すことはほぼ確定しているが、Newanbirigの位置はそれほど定かではない。Newburghという地名は数多く存在し、そのなかでおそらくヘクサムに近いNewburgh-on-Tyneである可能性が高い。また別の解釈では、Newanbirigをマーシア王国領だったリッチフィールドに近いNewboroughに比定する場合もある。この場合、オエンガス1世とエズバートがマーシアのエゼルバルドに敗れたという構図になり、セント・アンドルーズの創建伝説で伝えられている「ファーガスの子オエンガスが、マーシアに敗れた後に自分の命を聖アンデレに救われたことを感謝して教会をたてた」という物語と整合する。

## 退位と死
758年、エズバートは退位し、ヨークの大聖堂に併設された修道院に入った。彼はそこで768年に没したことがダラムのシメオンの年代記に記されている。シメオンの『ダラム教会史』によれば、エズバートは大聖堂のポーチに、兄弟のエグバート（766年没）と並んで葬られたという。

## 子孫
息子のオズウルフが跡を継いだが、彼は1年もたたずに殺害された。しかしオズウルフの娘オズジフの夫アルフレッドが王位につき、またその後もオズウルフの息子アルフワルド1世やオズジフの息子オズレッド2世が即位するなど、8世紀末までエズバートの子孫がノーサンブリア王位を継承していった。エズバートの知られている限り最後の子孫は、オズジフの息子聖アルクムンドである。彼は800年に、当時のノーサンブリア王エズウルフの命により殺害され、殉教者とされた。